# Sigiring Giring
Sigiring Giring is een bestuurslaag in het regentschap Tapanuli Tengah van de provincie Noord-Sumatra, Indonesië. Sigiring Giring telt 489 inwoners (volkstelling 2010).